# Antarctic Search for Meteorites program
 (mai 2024).
Si vous disposez d'ouvrages ou d'articles de référence ou si vous connaissez des sites web de qualité traitant du thème abordé ici, merci de compléter l'article en donnant les références utiles à sa vérifiabilité et en les liant à la section « Notes et références ».

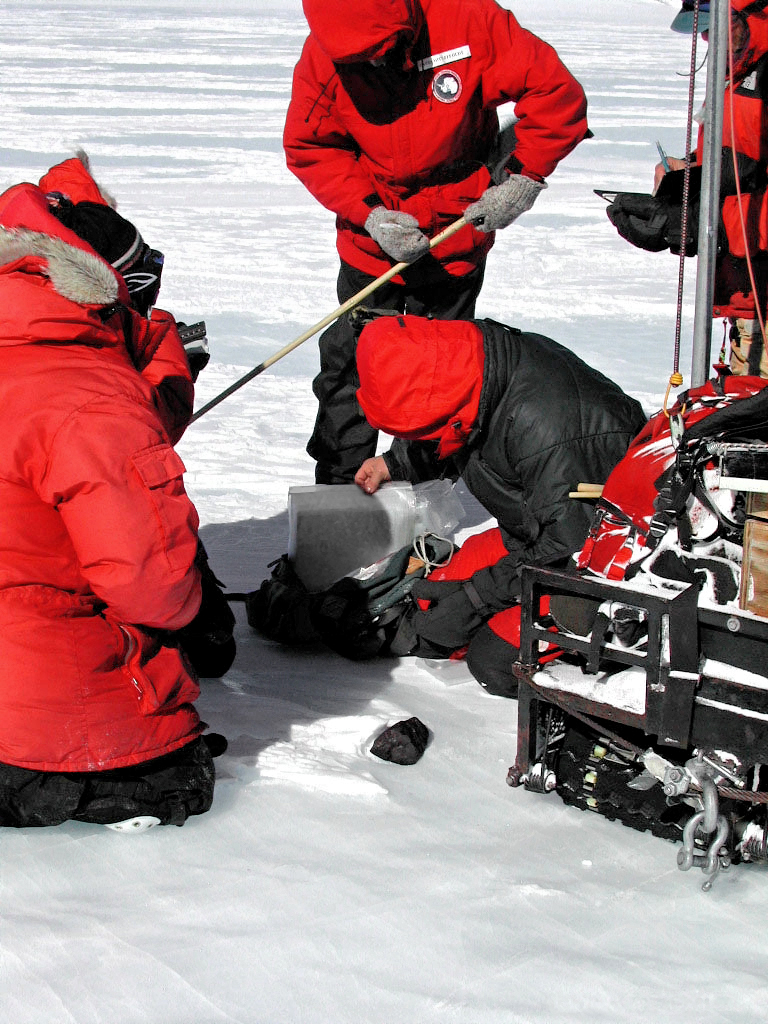
À la recherche de météorites dans l'Antarctique

L'Antarctic Search for Meteorites (ANSMET) est un programme américain de recherche de météorites en Antarctique.
Le programme a été initié par l'Office of Polar Programs de la National Science Foundation, et est appliqué dans les glaciers de la chaîne Transantarctique.

## Historique
Depuis 1976, ANSMET a permis la découverte de plus de 10 000 météorites.
L'expédition ANSMET 2004-2005 comprend 12 membres et a permis la récolte de 1 230 météorites. Parmi celles-ci, plus de 130 kg de pallasites, dont la plus massive (plus de 30 kg) trouvée à ce jour en Antarctique.

## Importance
L'importance de ce programme résulte de la présence en quantité de matériel extraterrestre non-microscopique sur les glaciers antarctiques. Il s'agit en effet d'une source de nombreuses météorites lunaires et martiennes, comme ALH84001. Il est ainsi possible de découvrir des fragments de corps extraterrestres sur la Terre même, par opposition à un programme tel qu'Apollo où un voyage spatial est nécessaire.

## Méthode
La recherche de météorites est faite visuellement par une équipe de six personnes qui vit pendant cinq à sept semaines sur le glacier. En utilisant des motoneiges espacées de 30 mètres, ils parcourent les champs de glace bleue en balayant le sol du regard, à la recherche de météorites. Une fois qu'un échantillon est localisé, sa position est déterminée par GPS et un numéro d'identification lui est associé. La météorite est ensuite placée dans un sac stérile en Téflon. L'équipe prend soin de la conserver congelée, afin d'éviter toute détérioration durant son voyage jusqu'au Centre spatial Lyndon B. Johnson à Houston, où elle subit une série d'analyses pour déterminer son origine.